# Rezerwat przyrody Żurawinowe Bagno
Rezerwat przyrody Żurawinowe Bagno – torfowiskowy rezerwat przyrody zlokalizowany w granicach wsi Regut, przy trasie Góra Kalwaria–Mińsk Mazowiecki, w gminie Celestynów (województwo mazowieckie). Leży w granicach Mazowieckiego Parku Krajobrazowego.
Został powołany Zarządzeniem Ministra Ochrony Środowiska, Zasobów Naturalnych i Leśnictwa z dnia 19 października 1994 r. (M.P. z 1994 r. nr 56, poz. 483) na powierzchni 2,33 ha.
Celem ochrony jest zachowanie ze względów naukowych i dydaktycznych torfowiska przejściowego z charakterystyczną fauną i florą oraz otaczających je borów bagiennych i wilgotnych.